# Halifax (Caroline du Nord)
Pour les articles homonymes, voir Halifax.
La ville de Halifax est le siège du comté de Halifax, situé dans l’État de Caroline du Nord, aux États-Unis. Sa population, qui s’élevait à 234 habitants lors du recensement de 2010, est estimée à 174 habitants au 1er juillet 2020.

## Démographie
| 1860 | 1870 | 1880 | 1890 | 1900 | 1910 |
| ---- | ---- | ---- | ---- | ---- | ---- |
| 192  | 429  | 376  | 361  | 306  | 314  |

| 1920 | 1930 | 1940 | 1950 | 1960 | 1970 |
| ---- | ---- | ---- | ---- | ---- | ---- |
| 299  | 321  | 374  | 346  | 370  | 335  |

| 1980 | 1990 | 2000 | 2010 | - | - |
| ---- | ---- | ---- | ---- | - | - |
| 253  | 327  | 344  | 234  | - | - |